# Podișul Moldovei Centrale

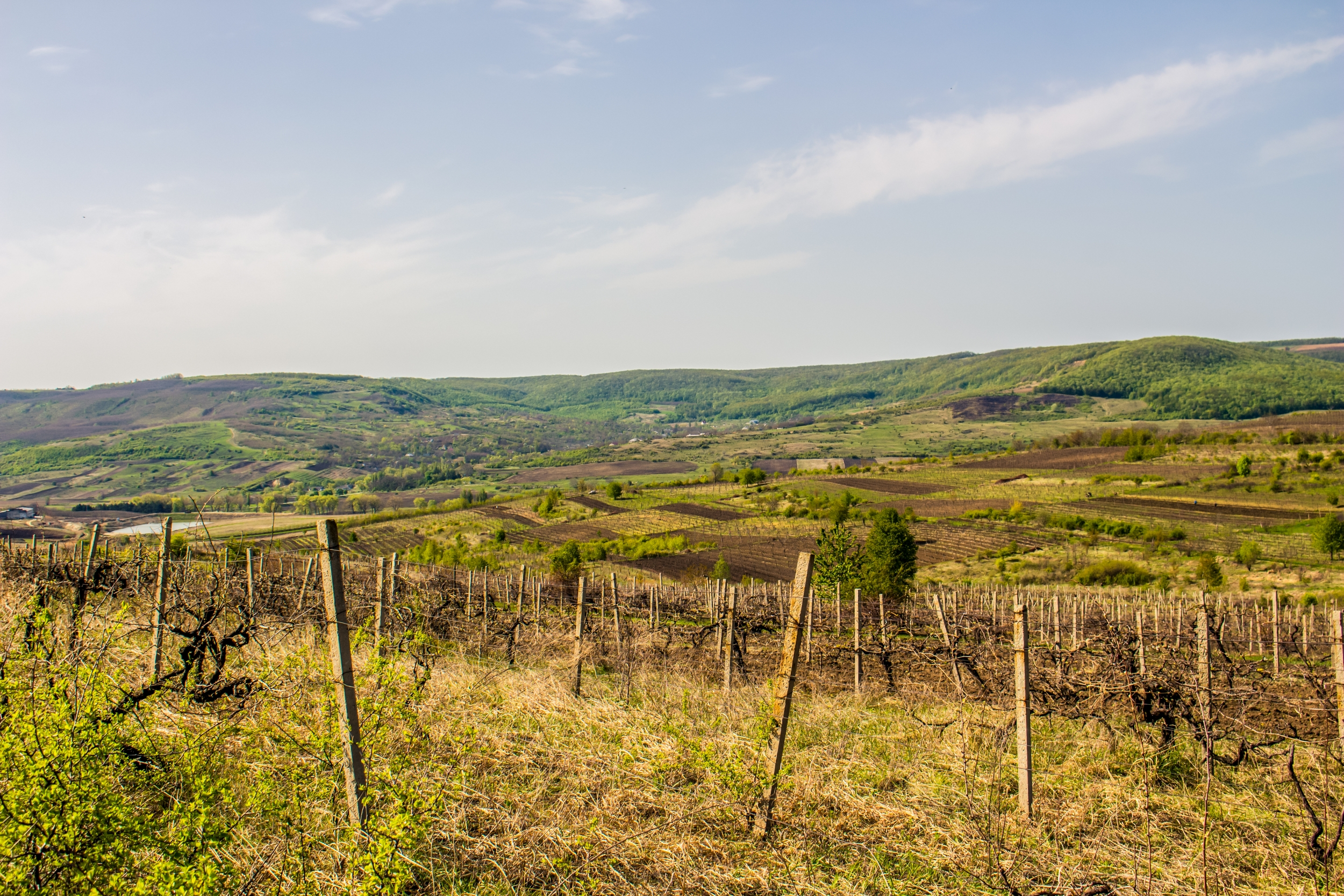
Peisaj tipic. Rezervația peisagistică Dolna.

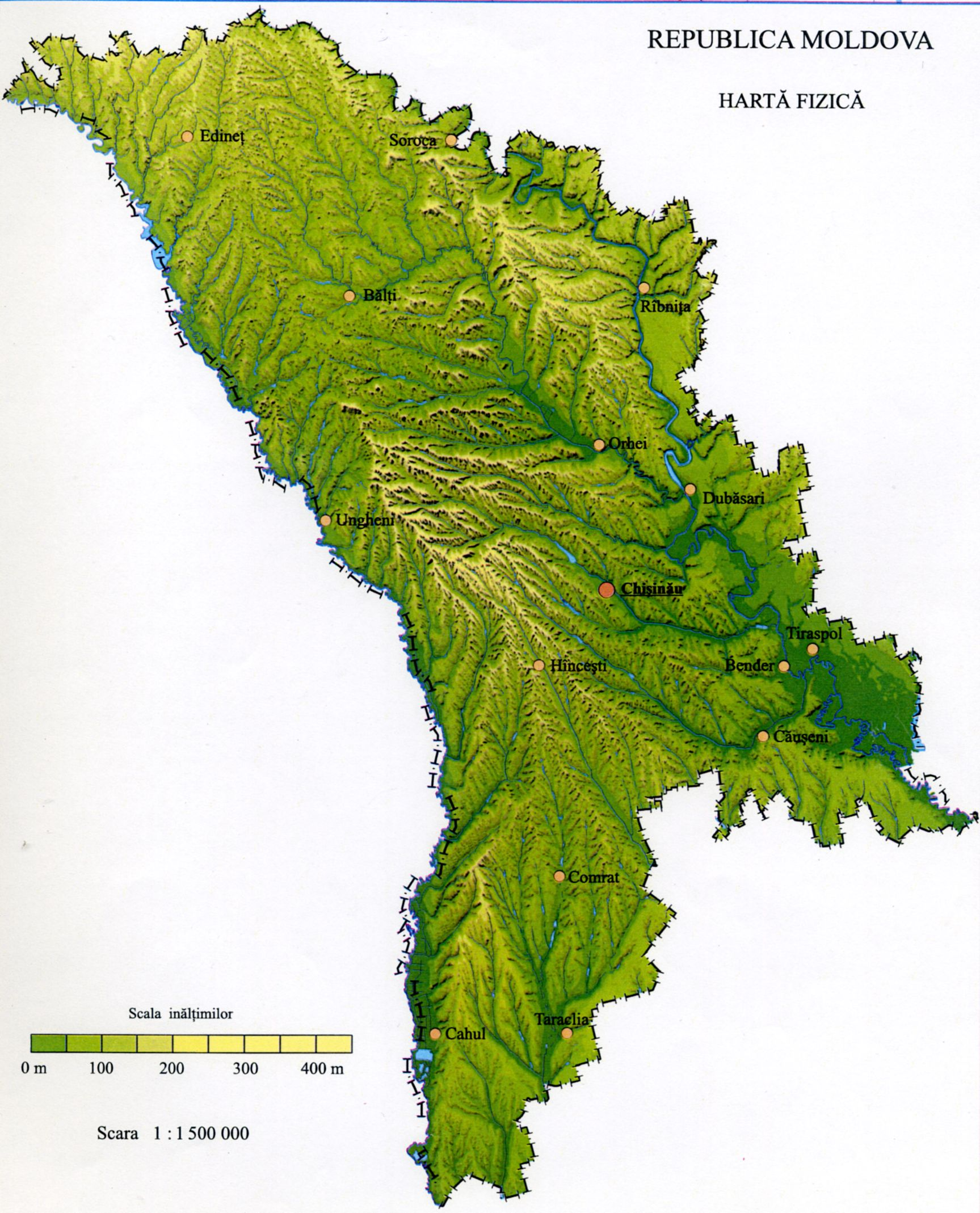
Harta fizică a Republicii Moldova

Podișul Moldovei Centrale, rareori Podișul Bâcului, este un podiș situat în partea centrală a Republicii Moldova, fiind o continuare a Podișului Moldovei situat în partea stângă a Prutului. Are o înclinare generală de la N-V spre S-E. Altitudinile maxime includ și maximele pe țară: Dealul Bălănești - 429 m, Dealul Veverița - 407 m și Dealul Măgura - 389 m. 
Având un relief puternic fragmentat, podișul se aseamănă după aspect cu niște munți joși. Pe aceste unități de relief se dezvoltă foarte intens alunecările de teren. Procesele de alunecare și cele de eroziune au determinat răspândirea largă a hârtoapelor. Alunecările de teren ocupă suprafețe considerabile, afectând deseori localități, terenuri agricole, căi de transport etc. Pădurile (fag, stejar, arțar etc.) constituie aprox. 40% din suprafața pe ansamblu a masivului.